# リボグリタゾン
リボグリタゾン (Rivoglitazone、開発コードCS-011) はかつて第一三共により開発されていたチアゾリジン系抗糖尿病薬であり、2型糖尿病の治療を目標としていた。
第III相臨床試験が完了し、日米欧で2011年に承認申請することを目指していたが、2009年7月31日、「他薬剤との差別化が難しい」との理由から、開発が中止されたと発表された。